# رجاء الشرقاوي المرسلي
رجاء الشرقاوي المرسلي (مواليد 12 مايو 1954) هي أستاذة مغربية في الفيزياء النووية.
فازت بلوريال-جوائز اليونسكو للمرأة في العلوم لعملها على بوزون هيغز.

## الحياة
ولدت رجاء في سلا في عام 1954. وحصلت على الدرجة الأولى في الرياضيات في ثانوية ديكارت بالرباط.
كان عليها أن تتجادل بعد ذلك مع والدها لتكون الفتاة التي ستترك محافظ المغرب للمزيد من الدراسة.
وتقول إن إنجازات نيل آرمسترونغ ومدرس من مدرستها الثانوية هما من ألهماها.
ثم ذهبت للدراسة في غرينوبل في فرنسا حيث حصلت على شهادة الدكتوراه في الفيزياء في Laboratoire de Physique subatomique et cosmologie الذي كان جزءا من جامعة جوزيف فورييه. في عام 1982 عادت إلى الرباط. ثم قادت فريق البحث لتجربة ATLAS في مركز الأبحاث الأوروبي في المجال النووي سيرن.
في عام 2015 مٌنحت لوريال-جوائز اليونسكو للمرأة في العلوم لـأفريقيا والدول العربية. ونقلت الجائزة مساهمتها في إثبات وجود بوزون هيغز.
هذا الجسيم هو المسؤول عن خلق الكتلة.
رفعت رجاء مستوى البحث العلمي المغربي والرعاية الصحية. وقد اعترفت هذه الأخيرة لأنها أنشأت درجة الماجستير الأولى في الفيزياء الطبية.
قام ديف تشارلتون، المتحدث باسم ATLAS تهنئتها بجائزتها وقال «ATLAS يهنئ الأستاذة رجاء الشرقاوي المرسلي لهذه الجائزة المرموقة، والأعتراف بدورها في اكتشاف بوزون هيغز»
وبعد عام، في عام 2016، عُينت عضوا في مجلس إدارة الوكالة المغربية للسلامة والأمن النووي والإشعاعي (AMSSNur)، وفي عام 2018، عُينت عضوا في لجنة التحكيم الدولية لجوائز لوريال-اليونسكو للنساء. والعلوم في مجال العلوم الفيزيائية. وفي العام نفسه، عُينت عضوًا في الأكاديمية العالمية للعلوم (TWAS).
في عام 2022، أصبحت عضوًا في الأكاديمية الأوروبية للعلوم والفنون وعضوًا في مجلس إدارة المركز الوطني للبحث العلمي والتقني (CNRST).